# Армія Республіки В'єтнам
Армія Республіки В'єтнам (в'єт. Lục quân Việt Nam Cộng hòa; фр. Armée de la république du Viêt Nam, англ. ARVN) — сухопутні війська Збройних сил Південного В'єтнаму, що функціонували з 1955 року до 1975-го. Під час В'єтнамської війни було вбито 223748 та поранено 1169763 солдатів.

## Історія

### Передумови (1949—1955)
У березні 1949 року Франція визнала незалежність В'єтнаму під управлінням імператора Бао Дай. Невдовзі по тому була заснована В'єтнамська Національна армія. Вона брала участь у операціях Французького Далекосхідного експедиційного корпусу проти сил В'єтміню, у тому числі в Битві при На Сан (1952), Операції «Атлас» (1953) та Битві при Дьєнб'єнфу (1954).

### 1955—1975
Армія була реорганізована президентом Нго Дінь Дьємом після заснування Південного В'єтнаму. Збройним силам країни протистояли партизани В'єтконгу. Для вирішення проблеми уряд США спільно з адміністрацією президента Нго Дінь Дьємом запровадили програму переселення селян в укріплені селища (англ. Strategic Hamlet Program), яка виявилася неуспішною. Також АРВ брала участь у придушені озброєних релігійних спільнот Каодай та Хоахао. В серпні 1963 АРВ здійснила рейд (англ. Xá Lợi Pagoda raids) по придушенню буддистів, що протестували проти прокатолицького президента. Під час озброєного штурму храмових комплексів у Сайгоні та Хюе було арештовано 1400 чоловік та сотні вбито.
Не зважаючи на те, що армія мала чисельність 150 000, була укомплектована новітньою зброєю та вишколена американськими інструкторами, вона не могла успішно протистояти партизанській війні та Армії Північного В'єтнаму. На її підтримку президенти США Кеннеді та Джонсон виділяли кошти та надсилали все більше військових радників, однак це не допомагало і у 1965 році на територію Південного В'єтнаму надсилають американську морську піхоту. Зі збільшенням американського контингенту АРВ відігравала все меншу роль у війні. У світових медіа цей конфлікт висвітлювали як протистояння США та Північного В'єтнаму.
Коли США вирішило згортати свій контингент у В'єтнамі була проведена «в'єтнамізація» армії, задачею якої стало посилення її у кількості, озброєнні, бойовій підготовці та керівництві. Війська США, що покидали країну — передавали обладнання АРВ.
У 1972 році сили Північного В'єтнаму почали «Великодній наступ», перетнули Демілітаризовану зону і почали просуватися вглиб країни, захоплюючи одну базу за іншою переважно у малозаселених районах. Великі втрати обох армій змусили ворогуючі сторони припинити бойові дії у 1973 році. Коли бойові дії поновилися кількість Армії Республіки В'єтнам налічував більше пів-мільйона чоловік.
В 1973 році зі зміною президента в США урізали фінансування Південного В'єтнаму. Сили В'єтконгу розпочинають новий наступ на Хюе та Да Нанг. Після падіння цих міст АРВ починають відступати до столиці, залишаючи озброєння. 30 квітня 1975 року комуністичні війська захопили Сайгон і Армія республіки В'єтнам перестала існувати. Полонені були відправлені на виправні роботи по розмінуванню територій.

## Галерея

### Фотографії

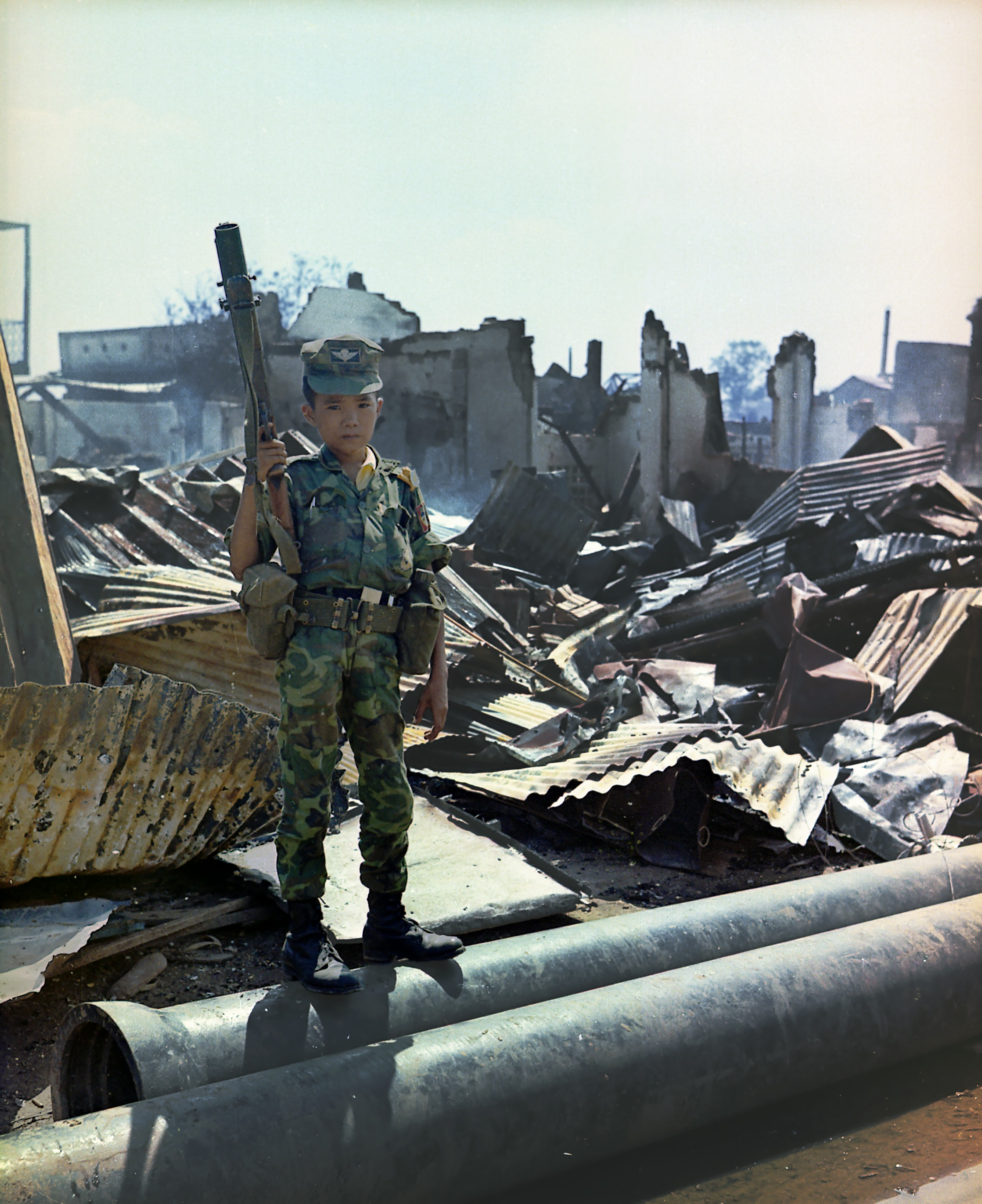
Діти в лавах АРВ
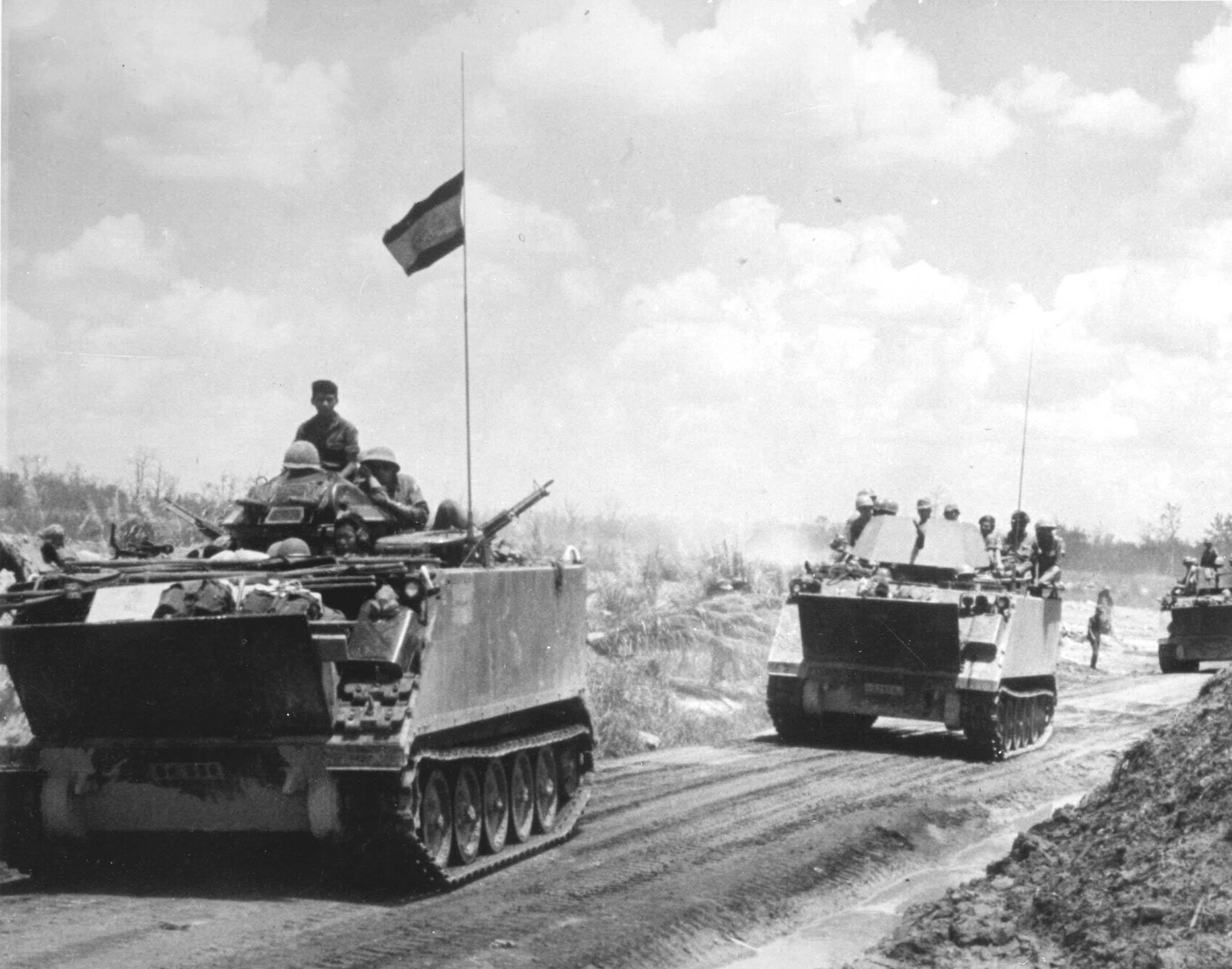
Бронетранспортери АРВ у Камбоджі
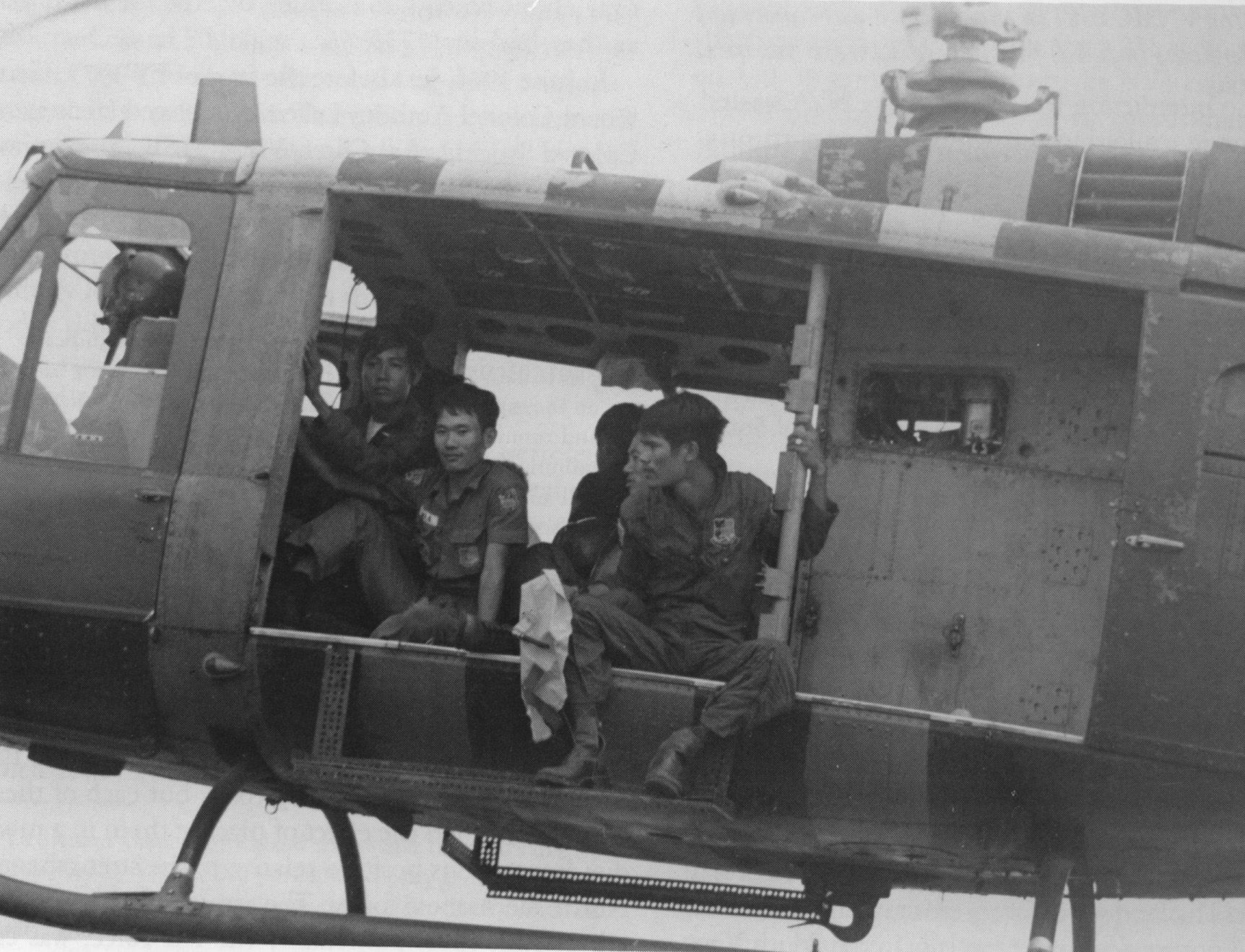
Гелікоптер UH-1
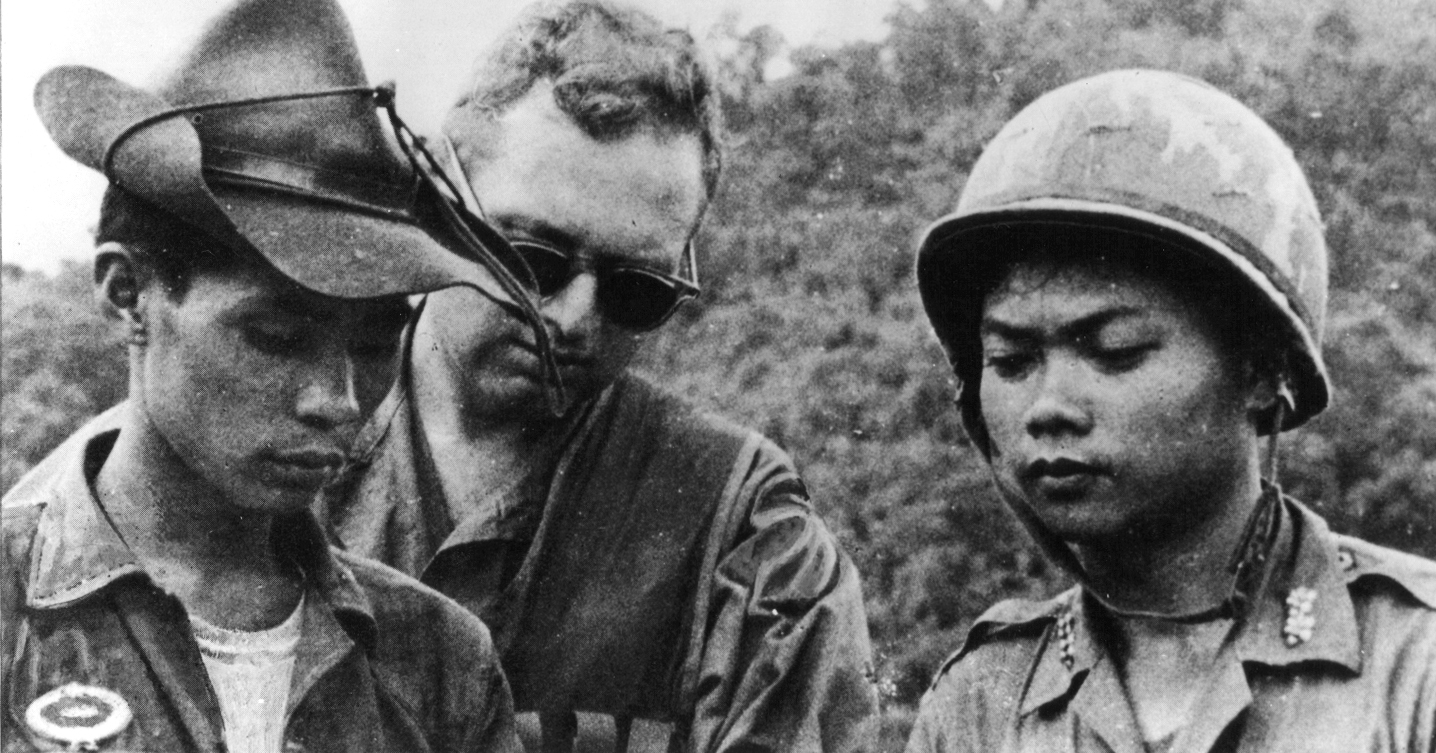
Солдати з американським інструктором
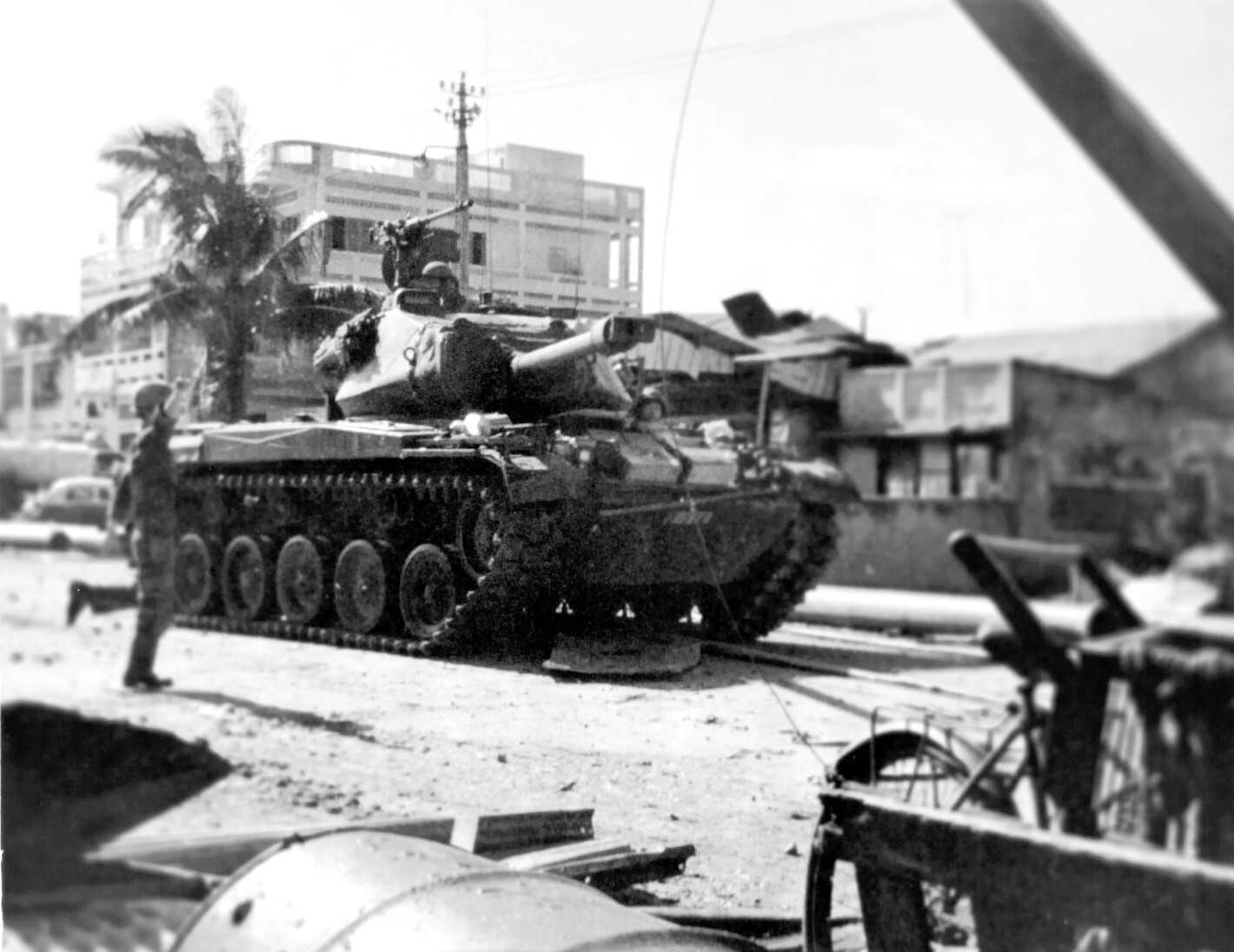
Танк M41 в Сайгоні

### Емблеми та прапори

23-тя дивізія
18-та дивізія
Прапор 18-тої дивізії
Прапор повітряно-десантної дивізії
2-га дивізія
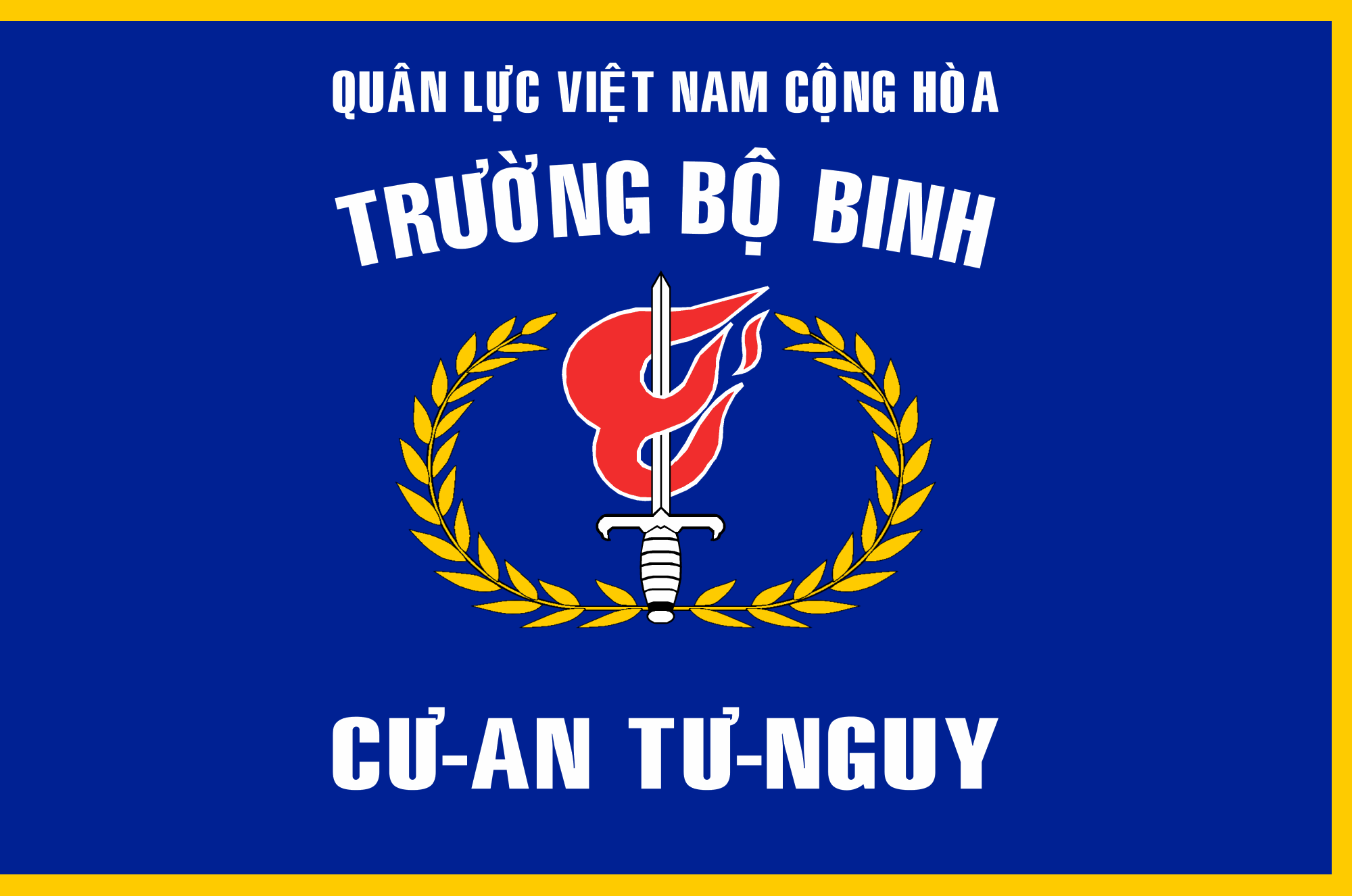
Прапор піхотної школи Тху Дук(Trường Bộ binh Thủ Đức).
Емблема піхотної школи Тху Дук (Trường Bộ binh Thủ Đức).
Молодша військова академія
Національний тренувальний центр Ван Кіеп
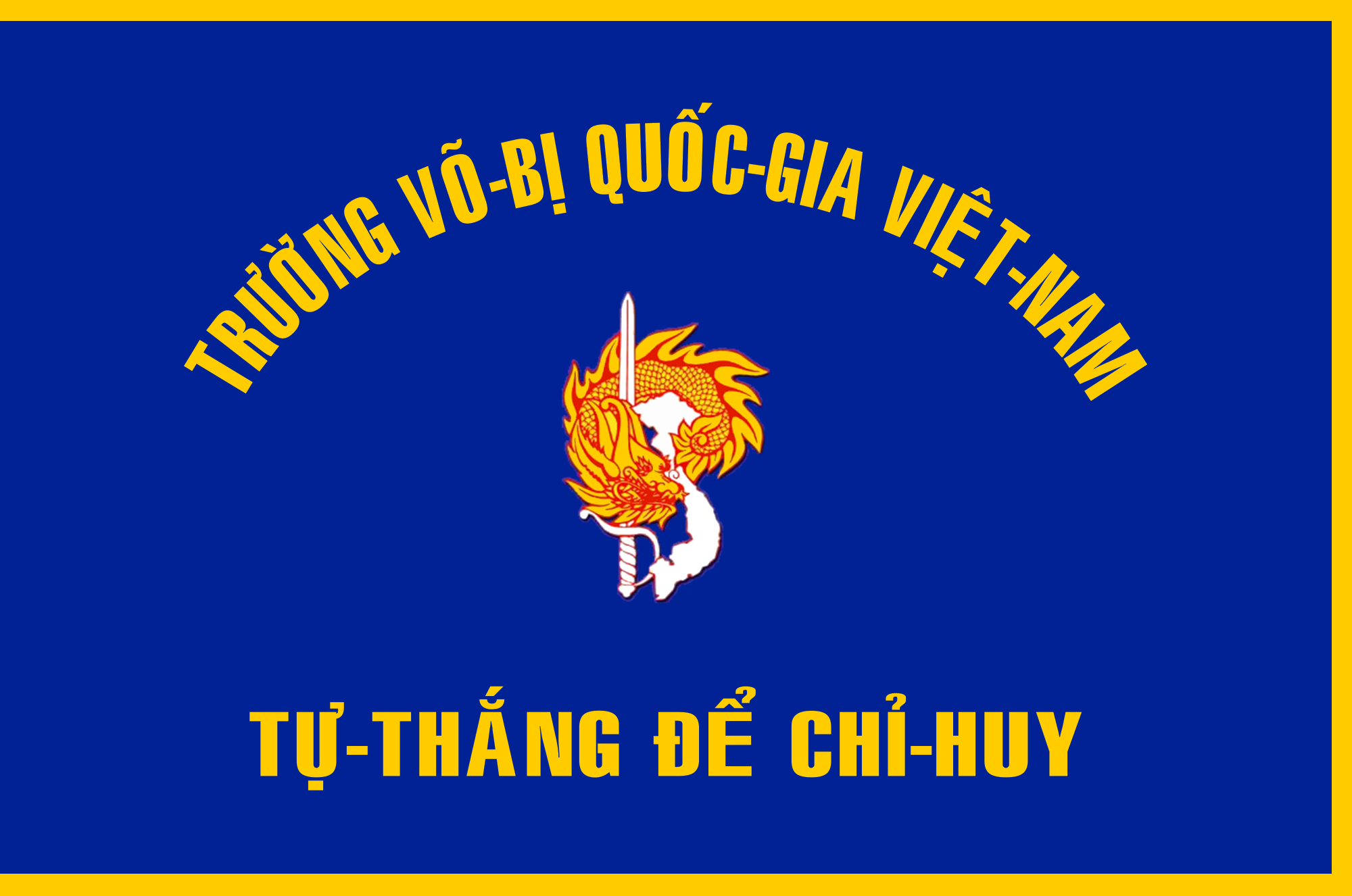
Прапор Південнов'єтнамської Національної Військової Академії (Trường Võ bị Quốc gia Việt Nam).
Емблема В'єтнамської Національної Військової Академії
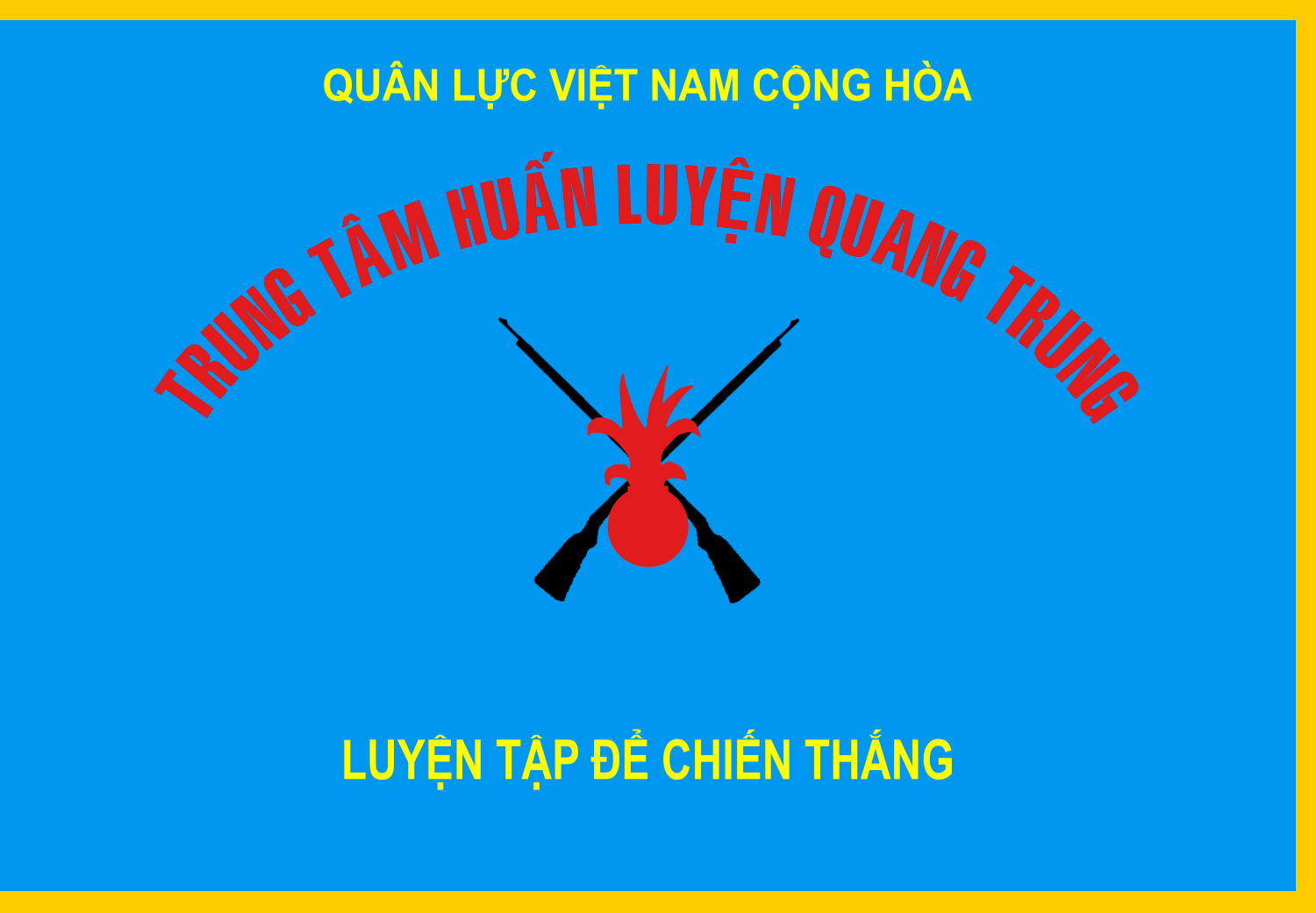
Прапор Національного тренувального центру Трунг
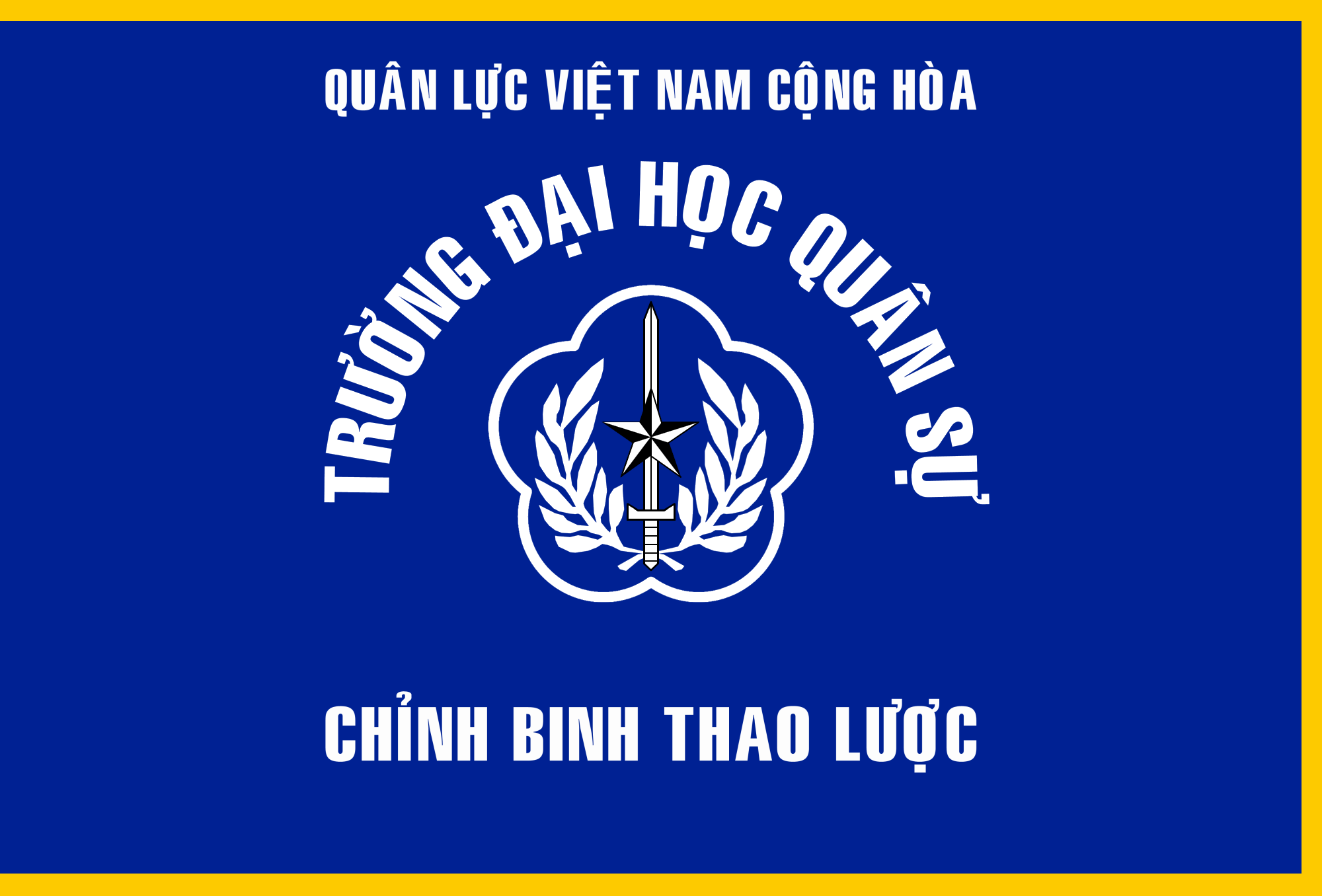
Прапор Південнов'єтнамського офіцерського коледжу (Trường Chỉ huy Tham mưu) at Da Lat.
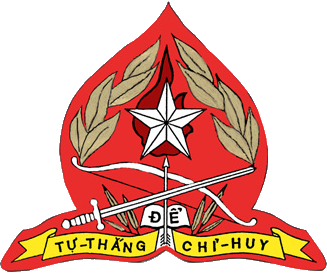
Полк кадетів В'єтнамської військової академії Да Лат з 1950 по 1975.
Прапор Військової школи Дог Де.
Військовий тренувальний центр АРВ
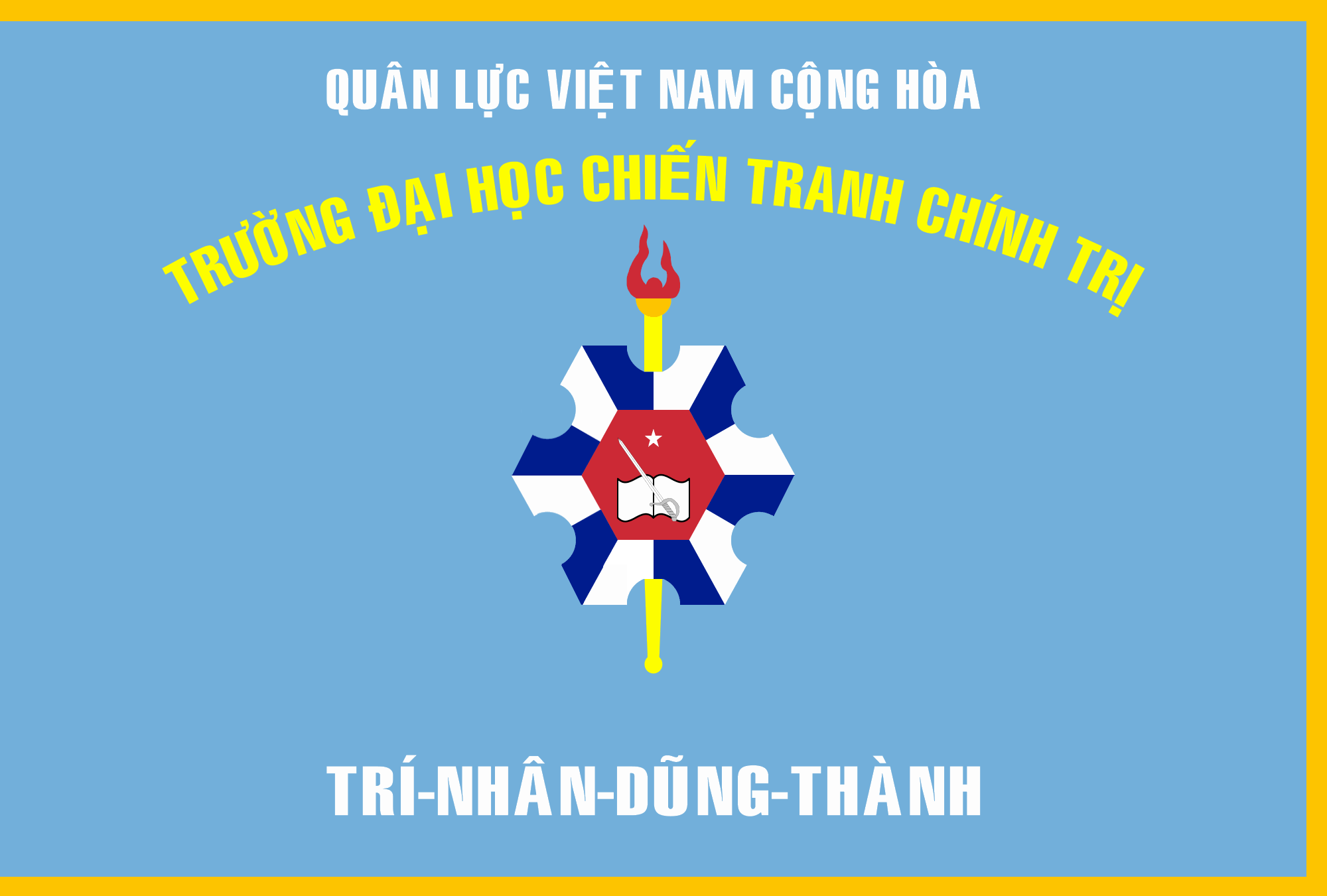
Прапор південнов'єтнамського коледжу політичної боротьби (Trường Đại học Chiến tranh Chính trị).
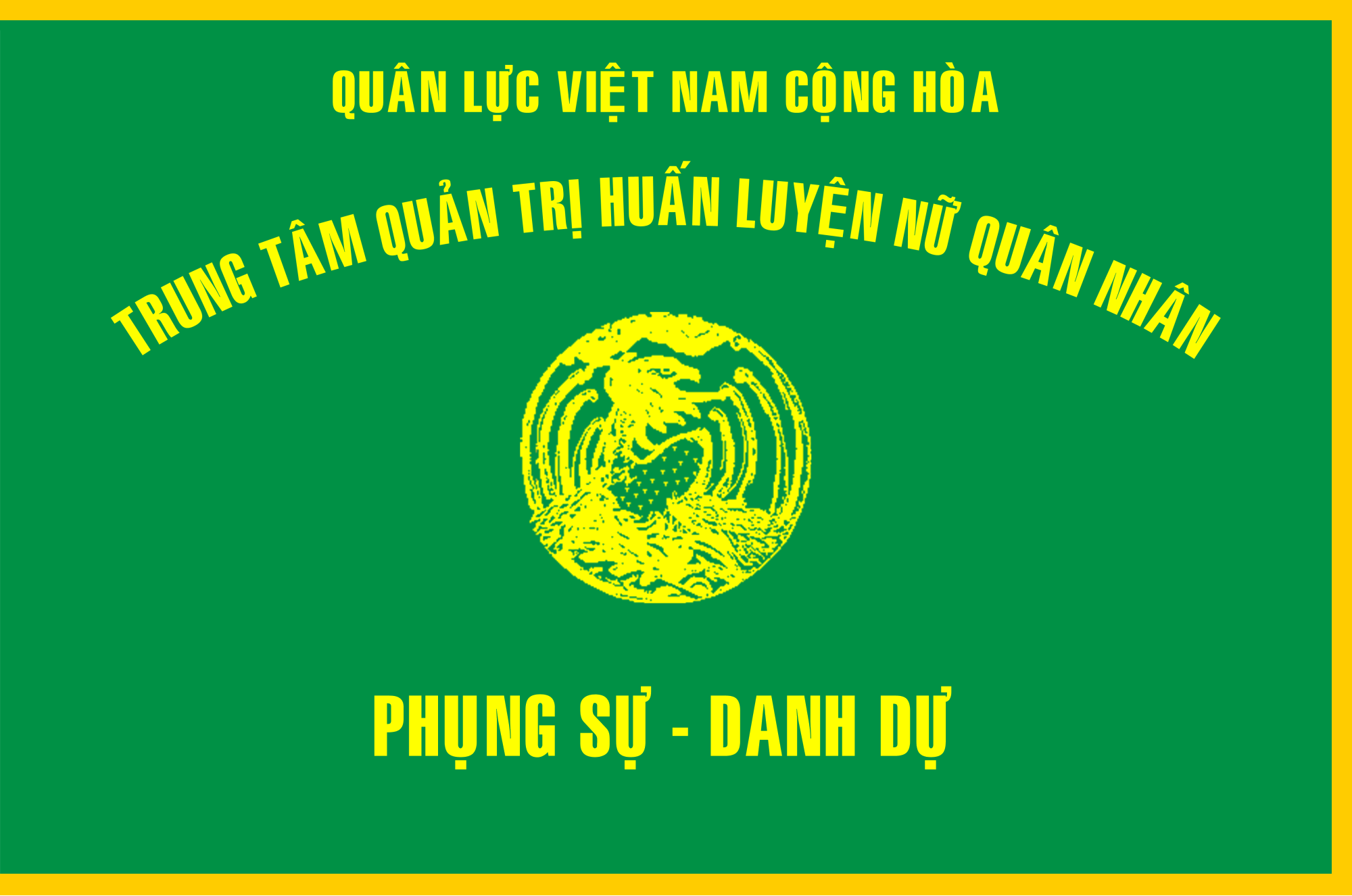
Прапор Південнов'єтнамського тренувального центру армії для жінок (Trung tâm Quản trị Huấn luyện Nữ quân nhân).